# Mnesictena notata
Mnesictena notata là một loài bướm đêm trong họ Crambidae.